# Le ultime 56 ore
Le ultime 56 ore è un film del 2010 diretto da Claudio Fragasso.
La pellicola, con protagonisti Gianmarco Tognazzi, Luca Lionello e Barbora Bobuľová, sceneggiata da Rossella Drudi, tratta l'argomento della cosiddetta sindrome dei Balcani, ovvero la lunga serie di malattie – per lo più linfomi di Hodgkin e altre forme di cancro – imputabili all'uso dell'uranio impoverito, che hanno colpito i soldati dell'Esercito Italiano al ritorno dalle missioni di pace internazionali.
Questo film è stato dichiarato di interesse culturale dal Ministero per i Beni e le Attività Culturali e, nonostante la tematica trattata, ha ricevuto il sostegno del Ministero della Difesa. È uscito nelle sale italiane il 7 maggio 2010.

## Trama
1999. Durante la missione di pace dell'Esercito Italiano nella guerra del Kosovo, la pattuglia di soldati capitanata da Gabriele Moresco entra in contatto a sua insaputa con armi all'uranio impoverito. In un conflitto a fuoco, un commilitone di Moresco, suo amico fraterno, viene ferito da un cecchino: nonostante riesca a salvarsi e a essere rimpatriato in Italia, il soldato contrae una rara forma di leucemia, imputabile proprio all'uso di armamenti all'uranio.
Cinque anni dopo, a Catania, Moresco assiste impotente in ospedale alle ultime ore di vita dell'amico, vegliato dalla moglie Sara, dottoressa. Ella, prima di mettere fine alle sofferenze del marito praticandogli una sofferta eutanasia, chiede aiuto al militare perché faccia emergere dal silenzio il problema dell'uranio impoverito e sia ammesso e riconosciuto dallo stato maggiore. Nonostante l'evidenza dei fatti, Moresco si scontra però contro un muro di gomma, decidendo così di mettere in atto un'azione estrema che, involontariamente, si ritorcerà contro la stessa Sara. Insieme a dodici suoi fedeli commilitoni organizza l'occupazione dell'ospedale, prendendo in ostaggio personale e pazienti; da qui il militare lancia un ultimatum: se entro 56 ore l'Esercito non ammetterà la relazione tra uranio impoverito e malattie tumorali e non affronterà pubblicamente la questione, tutti gli ostaggi verranno uccisi.
Per trattare con Moresco viene chiamato il commissario Paolo Manfredi, un uomo d'azione, abile negoziatore e decisamente poco incline ai protocolli della polizia, tanto bravo sul lavoro quanto assente nella vita privata dove cerca di tenere in piedi quel che rimane del rapporto con la moglie Isabella, la quale ha appena scoperto di doversi sottoporre al più presto a un trapianto di midollo osseo, e con la figlia Valentina, alle prese con i suoi problemi di quindicenne. Oltre all'essere il suo lavoro, Manfredi ha un'altra valida ragione per mettere fine al piano di Moresco: tra gli ostaggi, per uno strano scherzo del destino, ci sono anche Isabella e Valentina.

## Produzione
La sceneggiatrice Rossella Drudi, moglie del regista Claudio Fragasso, a proposito della nascita de Le ultime 56 ore ha detto: «doveva essere il mio nuovo romanzo, lunghi studi, indagini, e ricerche su di un tema che mi sta molto a cuore, ma poi una persona a me vicina, anche nel privato, mi ha convinta a convertirlo nel film che lui voleva assolutamente dirigere, ed io ancora una volta, gli ho detto si...»
Le riprese del film sono state completate in otto settimane. La pellicola è stata girata quasi interamente a Catania, città dov'è effettivamente ambientata l'opera, eccetto per la sequenza iniziale della rapina in banca e del successivo inseguimento in autobus, ripresa a Guidonia (che da sola ha richiesto una settimana di riprese), e per le scene in ospedale, girate al nosocomio civico di Lentini. Come riportato dai titoli di coda, lo stato maggiore dell'Esercito ha appoggiato la produzione, pur non potendovi conferire il patrocinio in quanto opera a scopo di lucro.